# Aranka Szentpétery
Aranka Szentpétery (9. prosince 1933, Kráľovský Chlmec, Československo – 19. ledna 2023) byla slovenská herečka maďarské národnosti.
Od roku 1960 byla členkou Jókaiho divadla v Komárně.

## Filmografie
- 2006–2007 Susedia (Anyuci)
- 2008 Mafstory (Gizela Vitálošová)
- 2011 Dr. Ludsky